# Age of Empires III: The WarChiefs
Age of Empires III: The WarChiefs è la prima espansione del videogioco strategico in tempo reale Age of Empires III: Age of Discovery della popolare serie Age of Empires, pubblicato nel 2006.

## Civiltà dei nativi
| Civiltà            | Benefici esclusivi della civiltà |
| Irochesi Hiawatha  | I capi guerrieri aumentano i punti danno delle unità vicine, hanno i Travois, che possono costruire la maggior parte degli edifici gratuitamente. Iniziano già con un Travois. , inoltre ricevano uno o due Travois in ogni avanzamento d'Età.                                                                                                   |
| Sioux Gall         | I capi guerrieri aumentano la velocità delle unità vicine, iniziano con un massimo di popolazione disponibile di 200 unità automaticamente, ma non possono costruire mura. Hanno undici teepee, che possono costruire in un massimo di 10 (ad eccezione delle carte inviate dalla Città Madre) e aumentano di poco la salute delle unità vicine. |
| Aztechi Cuauhtémoc | I capi guerrieri raddoppiano l'esperienza ricevuta in combattimento dalle unità vicine, hanno sacerdoti guerrieri che possono danzare davanti al falò per ottenere un effetto maggiore. |

In aggiunta, il gioco include delle nuove tribù minori di nativi. Gli Uroni (in sostituzione degli Irochesi), i Cheyenne (in sostituzione dei Lakota, assimilati ai Sioux), gli Zapotechi (in sostituzione degli Aztechi), i Klamath, gli Apache, i Navajo ed i Mapuche. L'espansione include 16 tribù minori, comparati alle 12 originali.

## Nuovi contenuti

### Nuove unità europee
Sono state introdotte tre nuove unità disponibili per tutte le otto civiltà europee: artiglieria a cavallo, petardo, e spia. L'artiglieria a cavallo è un'alternativa più costosa ai cannoni da campo di Age of Empires III (si noti che tutte le altre unità rimangono comunque), possiede una grande velocità ed un poderoso attacco. L'artiglieria a cavallo può essere potenziata in imperiale. Il petardo viene creato nella fonderia, ed è l'unità da assedio con il più forte attacco contro gli edifici. A causa del suo attacco può essere utilizzato solo una volta, dopo di che si distrugge nell'esplosione. L'unico potenziamento per il petardo è disponibile per la civiltà dei tedeschi (il petardo di nitroglicerina, in grado di distruggere un edificio in un solo botto, ma può essere mandato solo dalla Città Madre). La terza unità, la spia, è una unità di fanteria veloce, che può essere creata presto nel gioco, (Età Coloniale) e viene reclutata nella chiesa. Sono eccellenti nel trovare e uccidere un Esploratore, ed hanno una grande linea visiva. La spia possiede anche l'abilità furtività ed un bonus danni contro esploratori, capi guerrieri e mercenari. La spia può essere potenziata in assassino o agente, dipendente dalla civiltà del giocatore, attraverso la Città Madre.

### Capi guerrieri
Una delle novità presenti nell'espansione The Warchiefs sono i capi guerrieri. Invece dell'Esploratore europeo, le tribù di nativi ricevono un capo guerriero che offre vantaggi nelle fasi avanzate del gioco. Per esempio, il capo guerriero fornisce bonus alle unità attorno a lui, potenzialmente in grado di cambiare l'esito di una battaglia. I capi guerrieri hanno anche l'abilità di convertire i guardiani del tesoro, come orsi o pirati, alla causa del giocatore. I capi guerrieri hanno una influenza positiva nelle fasi avanzate del gioco invece dell'esploratore, ma sono più costosi da far risorgere. I capi guerrieri aztechi hanno l'abilità di incrementare i punti esperienza per uccisione delle unità alleate vicine. I capi guerrieri sioux incrementano la velocità nelle unità vicine. I capi guerrieri irochesi aumentano i punti danno delle unità alleate vicine.

### Rivoluzione
Se si gioca con una civiltà europea è stata aggiunta una nuova modalità, in cui il giocatore può scegliere di diventare una nazione rivoluzionaria invece di portare la sua civiltà all'Età imperiale. È più conveniente che passare all'Età imperiale, ma comporta un maggiore rischio militare. Il costo del passare alla rivoluzione è di 1000 unità di cibo, 1000 di legno e 1000 di oro invece che delle 4000 unità di cibo e 4000 unità di oro necessarie nel passare all'Età imperiale. Quando il giocatore inizia una rivoluzione, tutti i coloni sono trasformati in milizia coloniale, impedendo così la raccolta di risorse e bloccando l'economia. Le eccezioni sono le caravelle e le già costruite navi da pesca, rotte commerciali, fabbriche e, per gli olandesi, banche.
Il vantaggio di una rivoluzione è una potente forza militare. Quando una rivoluzione è iniziata, si presenta una scelta fatta al giocatore tra due capi rivoluzionari storici, ognuno dei quali con il suo specifico bonus. Inoltre, il giocatore riceve un "Mazzo Rivoluzione" dalla Città Madre 4 tipi di rinforzi militari, che possono essere ri-giocati un numero infinito di volte. Tutte le altre carte vengono scartate quando la rivoluzione inizia. Questo permette alla civiltà rivoluzionaria di ottenere il sopravvento e di combattere una battaglia veloce, ma se i primi attacchi falliscono molto probabilmente la debole economia porterà alla sconfitta.
Le nuove unità che possono essere inviate dalla nuova città madre una volta iniziata la rivoluzione sono: le corazzate, le mitragliatrici Gatling, la milizia coloniale e carri fortezza. Il giocatore può ricevere per ogni spedizione: 2 Corazzate, 4 mitragliatrici Gatling, 16 milizie coloniali ed infine 1 carro fortezza. I rivoluzionari sono:
| Bandiera                      | Rivoluzionario | Vantaggi                                                          |
| ----------------------------- | -------------- | ----------------------------------------------------------------- |
| Peru                          | Bolivar        | Tutte le unità hanno più punti danno.                             |
| Argentina                     | San Martin     | Fornisce 6 obici imperiali.                                       |
| Messico                       | Hidalgo        | Dei fuorilegge si uniscono al giocatore.                          |
| Cile                          | O'Higgins      | Fornisce 10 ussari imperiali.                                     |
| Haiti                         | Louverture     | La milizia coloniale ha più punti danno.                          |
| Impero del Brasile            | Bonifácio      | Fornisce guerrieri tupi. I nativi sono già potenziati al massimo. |
| Bandera de la Guerra a Muerte | Santander      | Fornisce 3 corazzate.                                             |
| Stati Uniti 13 stelle         | Washington     | I cannoni Gatling hanno più punti danno.                          |

### Furtività
Un'altra nuova abilità è l'uso della furtività. Tutte le civiltà native hanno unità che possono usare la furtività (che non può essere attivata nelle vicinanze di unità nemiche). Per gli europei invece, bisogna attivare una carta dalla Città Madre che può inviare cinque spie (disponibile sin dai primi momenti di gioco) o possono addestrarle nella chiesa. Hanno l'abilità Furtività. Certe unità nemiche possono comunque vedere l'unità invisibile e renderla vulnerabile agli attacchi. Inoltre le unità furtive diventano visibili quando attaccano.

## Campagna
La campagna, che consiste in 15 missioni, continua a narrare la storia della famiglia Black in altri eventi della storia americana. Il primo atto, Fuoco, vede Nathaniel Black (figlio di John Black e padre di Amelia) mentre spende il denaro della famiglia per supportare la guerra d'indipendenza americana, che include la battaglia di Yorktown e l'inverno a Valley Forge. A livello temporale, queste vicende possono essere collocate tra il secondo ed il terzo atto della campagna originale. Il secondo atto, Ombra, segue il figlio di Amelia, Chayton Black, e si apre con la guerra di Nuvola Rossa. La Città Madre di tutti e due gli atti è la residenza della famiglia Black, che nell'Atto I ha edifici Irochesi, mentre nell'Atto II sono Sioux. Non è presente invece alcuna campagna dedicata a un'altra civiltà presente nel gioco, gli Aztechi, come invece accadeva in Age of Empires II: The Conquerors.

### Atto I: Fuoco
La campagna inizia con Nathaniel e Kanyenke che tentano di impedire l'alleanza dei Mohawk e dei Seneca con gli inglesi. I due vengono presi in un'imboscata dai nativi, e, dopo essersi liberati, si dirigono nel più vicino villaggio Oneida. Quindi attaccando uno dei Centri Città mandano in fuga i Seneca. Quando Nathaniel ritorna al suo villaggio, scopre che i Mohawk e alcuni uomini bianchi hanno catturato sua madre. Scoprono che Nonahkee è stata catturata da Sven Kuechler, un colonnello assiano. Riescono a salvare Nonahkee, ma Kuechler ed il suo esercito principale riescono a scappare. Dopo questo, la confederazione irochese si scioglie. Nathaniel ed alcuni del suo villaggio si uniscono ai coloniali, e Nathaniel si dirige a Boston. I suoi uomini difendono un ridotto nella battaglia di Breed's Hill dalle forze inglesi. Dopo di che, aiutano Washington nell'attraversare il Delaware, e distruggono un accampamento assiano. Nella stessa scena affrontano il resto dell'esercito inglese nella battaglia di Trenton. Dopo questo, la milizia di Nathaniel combatte verso nord a Saratoga. Ma a Valley Forge, l'esercito coloniale deve costruire capanne per sopravvivere al duro inverno. Quindi Nathaniel chiede aiuto ai nativi, e compra cibo ai fornai della città vicina. Finalmente riescono a distruggere il forte inglese, e a sopravvivere all'inverno.
Morristown è l'occasione di Nathaniel di vendicarsi di Kuechler. Ricevendo rinforzi d'artiglieria da Washington, riesce a raggiungere l'accampamento assiano. Kuechler tenta di distruggere il campidoglio di Morristown, ma viene inseguito da Nathaniel. Kuechler è ucciso mentre tenta di attaccare follemente le truppe di Nathaniel, e la vittoria e loro. Nella battaglia di Yorktown, le navi di Lafayette e gli uomini di Nathaniel distruggono tutti i ridotti, gli avamposti e i centri delle città inglesi, vincendo la guerra. Nathaniel quindi ritorna al suo villaggio e muore in povertà ma da eroe.

### Atto II: Ombra
Chayton Black è il figlio mezzo-Lakota di Amelia Black. È impegnato ad espandere la compagnia del Falco verso occidente nel sentiero di Bozeman, ma si ritrova in mezzo alla guerra di Nuvola Rossa. Pochi anni dopo, egli ritorna nel west per incontrare il suo vecchio amico Holme, ora diventato sceriffo, che lo informa di una grande quantità d'oro nelle Black Hills del Dakota. Dopo aver difeso molti campi minatori dagli attacchi dei sioux, Chayton si dirige da Cavallo Pazzo per trattare una pace. Tuttavia, Holme e molti minatori arrivano e distruggono il campo dei sioux annientando ogni possibilità di pace. Chayton è ancora dalla parte di Holme, e difende i suoi lavoratori mentre raccolgono del legname per costruire un forte. Ma quando riceve l'ordine di attaccare un villaggio sioux, si ribella al suo vecchio amico e si allea con i sioux per distruggere il forte. Chayton convince quindi il generale Custer, da poco arrivato nella zona a dargli un giorno per catturare Holme. Chayton insegue Holme dentro una miniera, qui Holme gli rivela che l'ha fatto solo per avere l'oro. Rifiutandosi di consegnarsi, Holme tenta di sparare a Chayton, ma quest'ultimo, più veloce lo colpisce prima di lui, Holme perde l'equilibrio e cade in una voragine con dei barili esplosivi che poco dopo esplodono uccidendolo. Fallendo nel convincere Custer a non attaccare Little Bighorn, l'ultima missione vede Chayton combattere per i sioux in quel giorno, finendo con la morte del Generale Custer. Non si sa se Chayton morì nel massacro di Wounded Knee o visse nelle Black Hills con famiglia.